# Ramonia micrococca
Ramonia micrococca är en lavart som beskrevs av Vezda. Ramonia micrococca ingår i släktet Ramonia och familjen Gyalectaceae.   Inga underarter finns listade i Catalogue of Life.